# ジムノペディ

「ジムノペディ 第1番」の冒頭部分

『ジムノペディ』 (Gymnopédies) は、エリック・サティが1888年に作曲したピアノ独奏曲。
第1番から第3番までの3曲で構成され、それぞれに指示があり、
- 第1番「ゆっくりと苦しみをもって」 (Lent et douloureux)
- 第2番「ゆっくりと悲しさをこめて」 (Lent et triste)
- 第3番「ゆっくりと厳粛に」 (Lent et grave)

となっている。

## 解説
3/4拍子のゆったりとしたテンポ、装飾を排した簡素な曲調、独特の愁いを帯びた旋律が特徴として挙げられ、特に第1番がサティの代表的な作品として、タイトルとともに知られるようになった。『ジムノペディ』という名称は、大勢の青少年が古代ギリシアのアポロンやバッカスなどの神々をたたえる祭典「ギュムノパイディア」（古代ギリシア語: Γυμνοπαιδίαι）に由来しており、サティはこの祭りの様子を描いた古代の壺を見て曲想を得たといわれる。また、一説には彼が愛読してやまなかったギュスターヴ・フローベールの小説『サランボー』からインスピレーションを得て作曲したとも言われている。
あまり表舞台に出たがらないサティのために、友人であったクロード・ドビュッシーによって1897年に、ピアノ曲からより大きな規模による演奏形態である管弦楽曲に編曲された（第1番と第3番）。「なぜ第2番を編曲しなかったのか？」という問いに、ドビュッシーは「第2番まで編曲して聞かせるには少し退屈だから」と答えたといわれる。また編曲の際、ドビュッシーの意図により元の第1番は第3番として、第3番は第1番として番号をひっくり返している。

## 日本での普及
日本では、戦前に早坂文雄と共にサティ作品の演奏・紹介に努めていた伊福部昭が、1951年に著した『音楽入門―音楽鑑賞の立場』において「人類が生みえたことを神に誇ってもよいほどの傑作」と絶賛していたが、当時は曲自体ほとんど知られることはなかった。
1963年公開のフランス映画『鬼火』（ルイ・マル監督、モーリス・ロネ主演）がこの曲をフィーチャーしたことにより、一躍世界的に知られるようになった。その後、1975年に東京都豊島区池袋に開館した西武美術館において、それまでタブーとされていた美術館内での環境音楽として使用され、日本でもこの曲が広く知られるようになった。
この曲には気分を落ち着かせるヒーリング効果もあるとされ、例えば病院における血圧測定中に心身の緊張をほぐすBGMとして流されたり、精神科などでは音楽療法の治療の一環として使用されることもある。また、演劇やTV番組の静かな場面でのBGMとして流されることも多い。

## 関連作品
- 恩田陸の小説『六番目の小夜子』では、学園祭で行われた、暗幕を張った講堂で、BGMのジムノペディがかかる中、全校生徒が1人1言の台詞をつないでいくパフォーマンス『六番目の小夜子』が最高潮に達したとき、全校生徒にパニックが発生する。同小説を原作として制作されたNHKのテレビドラマ『六番目の小夜子』（全12回、2000年4月8日から6月24日放映）の該当シーン(第8回『恐怖の文化祭（前）』)では、実際にBGMとしてジムノペディが使われている。
- Ｗの悲劇（映画）の音楽の項目を参照のこと。
- 涼宮ハルヒの消失の最後では、この曲がBGMとして使われている。
- 2003年、スバル・レガシィB4のTVCMのBGMとして、efが同曲の第1番をクラブ・ミックスで大胆にアレンジした曲が使用された。
- 2004年に発売されたゲーム「グランツーリスモ4」では、弦楽器でアレンジされた第1番がBGMに収録されている。この曲はアルバム「Gran Turismo 4 Original Game Soundtrack Classic Collection」[3]でも聴くことができるほか、グランツーリスモ7でも流れるタイミングがある。